# 卷毛新耳草
卷毛新耳草（学名：Neanotis boerhaavioides）为茜草科新耳草属下的一个种。

## 扩展阅读
- 維基物種上的相關：卷毛新耳草